# Hydropsyche ambonensis
Hydropsyche ambonensis là một loài Trichoptera trong họ Hydropsychidae. Chúng phân bố ở miền Australasia.